# 검은 5월 사건

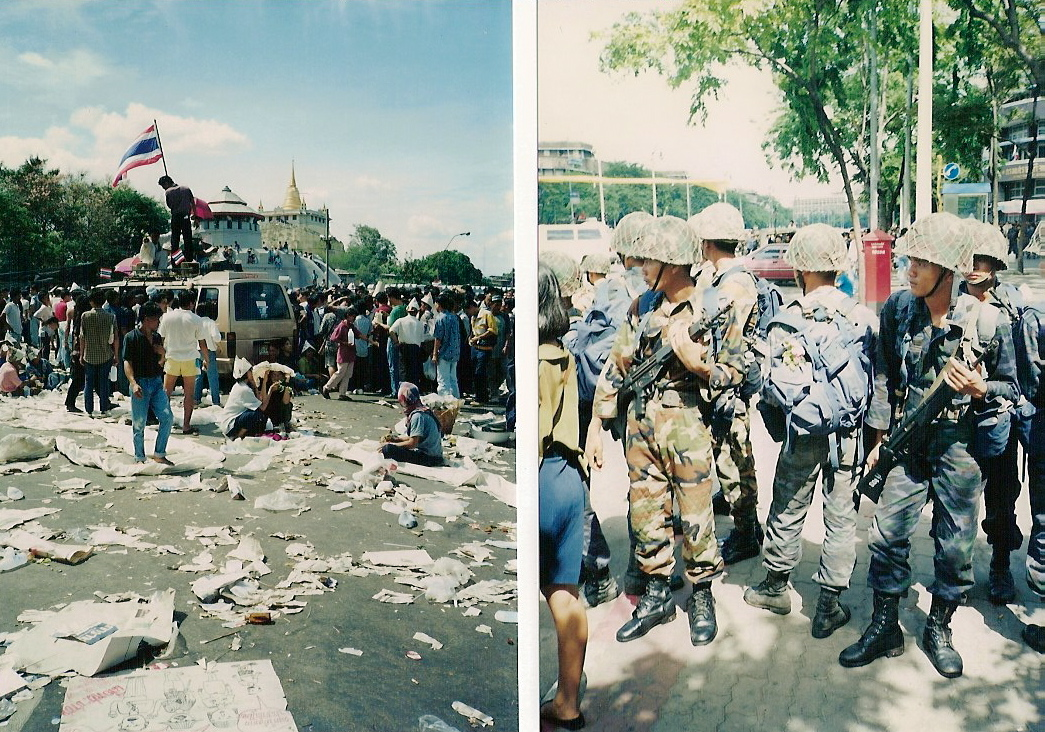

검은 5월 사건 또는 1992년 태국 쿠데타는 1992년 수찐다 끄라쁘라윤을 중심으로 군사들이 일으킨 태국의 쿠데타를 말한다. 이 쿠데타로 인해 의회는 해산되었다.

## 주요 시위
총선에서 수찐다 끄라쁘라윤이 승리하게 되자, 국민들의 분노는 폭발하게 되었고, 수도 방콕의 시장인 참롱 스리무앙의 주도 하에 민주화 운동이 일어나게 되었다. 경찰이 시민들에게 발포하여 최소한 50여 명이 사망하였다. 이것이 매스컴을 타고 국제적으로 보도되자 국제 여론이 빗발쳤고, 마침내 태국의 국왕인 라마 9세가 개입하여 군부 독재가 막을 내리게 된다.